# Apfelschnecken
Als Apfelschnecken (Ampullariidae) bezeichnet man eine Familie tropischer bzw. subtropischer Süßwasserschnecken. Gemäß dem Stand der systematischen Bearbeitung von 2015 gibt es 175 Arten von Apfelschnecken in 9 Gattungen. Verschiedene Apfelschnecken werden als Aquarientiere gehalten. Besonders beliebt sind farbige Zuchtformen der Spitzen Apfelschnecke (Pomacea diffusa).

## Vorkommen und Merkmale

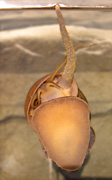
Pomacea canaliculata mit ausgefahrenem Sipho

Die Heimat der Apfelschnecken sind die Süßgewässer der tropischen Klimazone in Amerika, Afrika und Asien.
Charakteristische Merkmale aller Arten der Familie sind der Gehäusedeckel (Operculum) und ein Paar Lippentaster am Maul, die die Schnecken zusätzlich zu den Fühlern haben.
Da sie stehende Gewässer und Sümpfe bevorzugen, die in dieser Klimazone sauerstoffarm sind und manchmal austrocknen, haben Apfelschnecken neben ihrer Kieme zusätzlich einen Lungensack ausgebildet, in den sie an der Wasseroberfläche Luft aufnehmen. Dazu haben sie am Mantelrand eine Falte entwickelt, die sie zu einer offenen Rinne, einem Trichter oder einer geschlossenen Röhre formen können. Die Arten der Gattung Pomacea, Pila und Marisa bilden mit dem Sipho eine geschlossene Röhre und tauschen durch diesen Schnorchel mit Pumpbewegungen des Vorderkörpers die Luft im Lungensack aus. Bei Asolene und Lanistes bildet der Sipho einen kurzen, aber weiten Trichter. Zum Atmen müssen diese Tiere ihr Gehäuse darum ein Stück aus dem Wasser heben.
Die Augen befinden sich auf kleinen Erhebungen an der Basis auf der Außenseite der Fühler. Die Sehfähigkeit wird als mäßig beschrieben mit einer Unterscheidungsmöglichkeit zwischen Hell und Dunkel.

## Fortpflanzung

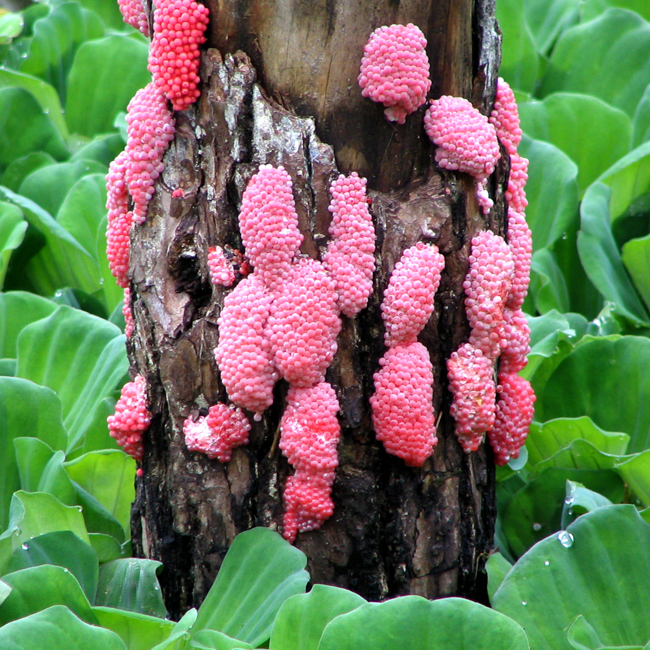
Eitrauben von Pomacea canaliculata auf einem Stamm außerhalb des Wassers

Apfelschnecken sind keine Zwitter, die Geschlechter sind aber bei den meisten Arten schwer zu unterscheiden. Während der Paarung sitzt das Männchen auf dem Weibchen und führt seinen lappenartigen Penis in dessen Geschlechtsöffnung ein. Der Sipho befindet sich links vom Kopf, während der Penis auf der rechten Seite gelagert ist. Die Apfelschnecken der Gattungen Pomacea und Pila legen ihre Eier außerhalb des Wassers ab. Ihre Eier sind durch eine kalkige Schale vor Beschädigung und Austrocknung geschützt. Bei einigen Pomacea-Arten sind sie leuchtend rot, orange oder grün gefärbt. Meistens sind die Eier aber weiß. Sie werden bei den Pomacea-Arten vom Weibchen meistens in dichten Eipaketen mit bis zu 1000 Eiern über dem Wasser an Pflanzenteile oder Steine geklebt. Es gibt aber auch Ausnahmen. Pomacea urceus behält ihre Eier unter dem Gehäuse und die Jungtiere schlüpfen dort, während die Mutter sich in der Trockenzeit im Boden vergräbt. Pila ampullacea klebt ihre Eier ebenfalls außerhalb des Wassers an feste Unterlagen. Sie bedeckt ihr Gelege zusätzlich mit einer Schicht aus kalkigen Schuppen. Ihre Gelege umfassen zwischen 15 und 50 Eier. Manche Pila-Arten legen ihre Eier in Gruben am Ufer ihrer Heimatgewässer ab. Bei den Gattungen Marisa, Lanistes, Felipponea, Saulea und Asolene werden die Eier in Laichballen im Wasser abgelegt. Sie haften an Pflanzenteilen und sind zum Beispiel unter den Schwimmblättern von Seerosen zu finden. In diesen Gelegen sind die Eier in eine Gallert-Masse eingebettet.
Die Entwicklung der Eier dauert abhängig von der Temperatur und der Apfelschneckenart zwischen 2 und 4 Wochen.

## Nahrung
Apfelschnecken sind Allesfresser. Bei vielen Arten stellt die pflanzliche Nahrung den überwiegenden Teil der Ernährung dar, doch wird auch fleischliche Nahrung aufgenommen. Während sich manche Apfelschneckenarten mit abgestorbenen Pflanzenresten und Laub begnügen (Asolene spixi, Pomacea diffusa), fressen andere Arten auch gesunde Pflanzen (Pomacea canaliculata, Pomacea haustrum, Pila ampullacea). Meist wird die gesamte Pflanze gefressen und nicht einmal die fasrigen Stängel oder die Rhizome werden verschmäht. Auch Algen und Kleinstorganismen zählen zur Apfelschneckennahrung ebenso wie Aas, andere Schnecken, Fischgelege etc.

## Bedeutung für den Menschen

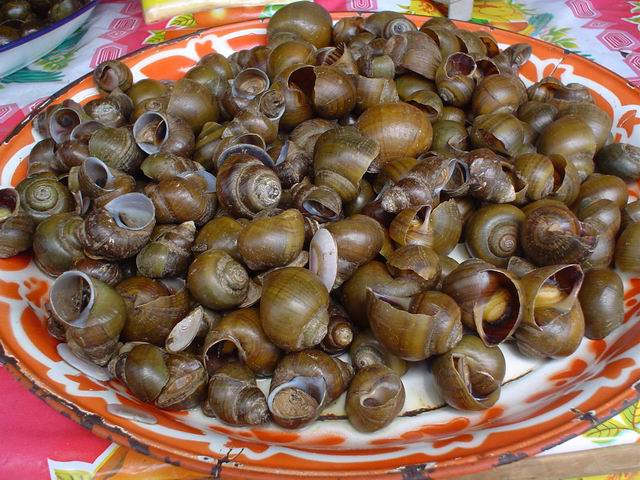
Gekochte Apfelschnecken für den menschlichen Verzehr in Südostasien

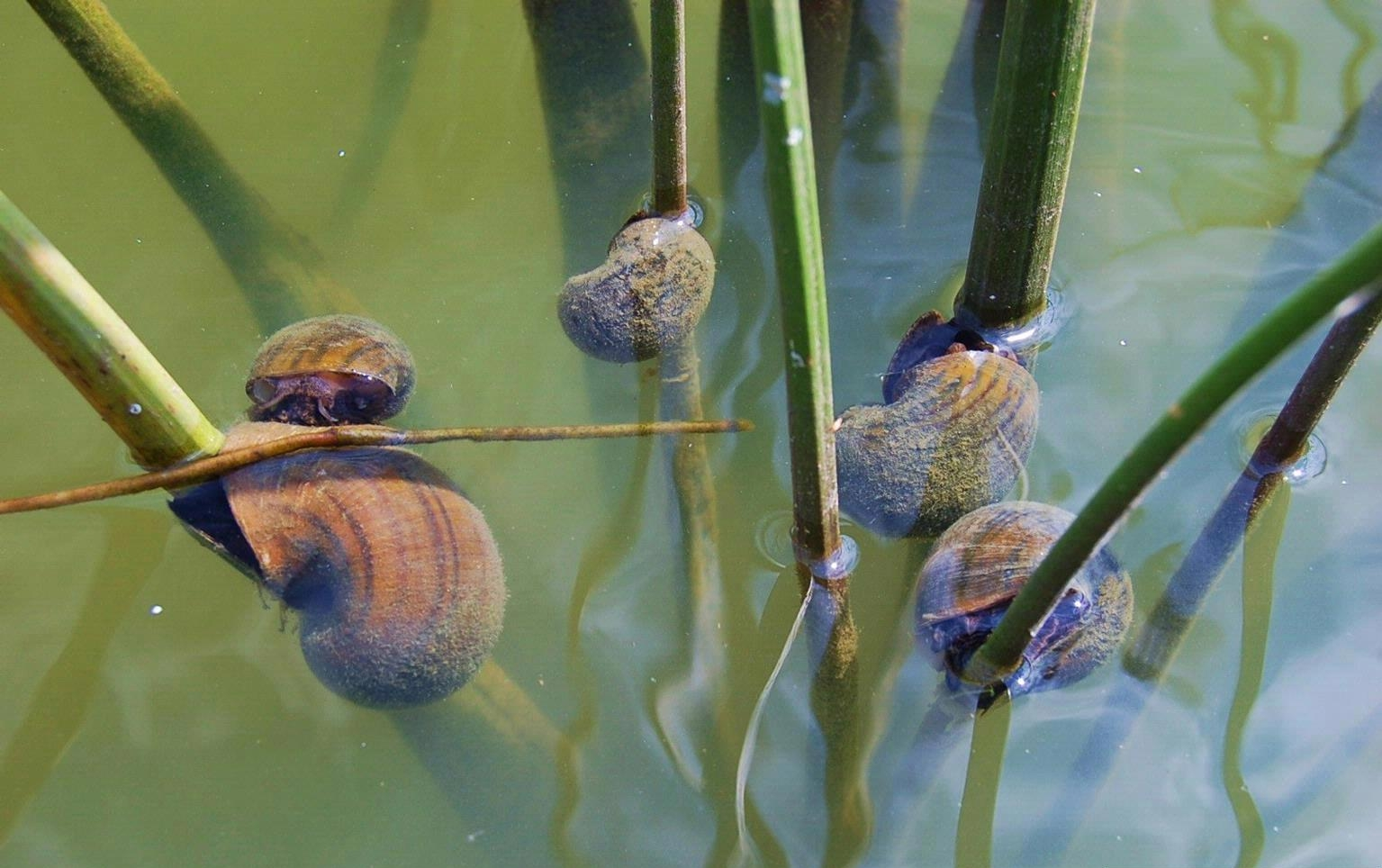
Pomacea insularum

Apfelschnecken sind in der Aquaristik sehr beliebt. Vor allem von der Spitzen Apfelschnecke (Pomacea diffusa) sind viele Farbformen gezüchtet worden. Sehr weit verbreitet sind die Kulturformen mit weißem Körper und braunem, gestreiftem bzw. einfarbig gelbem Gehäuse. Weniger häufig sind blaue Tiere mit weißem Gehäuse, durch das ein schwarzer Körper durchscheint, rein weiße Tiere oder Formen mit rosa gefärbtem Gehäuse, das bei Tieren mit weißem Körper rosa aussieht und bei Tieren mit dunklem Körper lila.
Apfelschnecken werden in Südamerika, Afrika und Asien gegessen. Sie stellen in einigen Regionen ein wichtiges Grundnahrungsmittel dar und werden in hoher Stückzahl gezüchtet und auf Märkten gehandelt.
Während Apfelschnecken in ihrem natürlichen Ökosystem, z. B. im Pantanal-Sumpf in Südamerika, natürliche Feinde haben, haben sich eingeschleppte Pomacea canaliculata, Pomacea haustrum und Pomacea insularum in Asien zu einer Plage entwickelt. Die Tiere richten massive Schäden an Reis und Taro an, die für die Landbevölkerung als Grundnahrungsmittel unverzichtbar sind. Die Apfelschnecke Pomacea canaliculata gilt als extrem invasive Art. Die Tiere überwintern in Regionen mit mildem Frost vergraben im Boden auch unter Eis. In Europa hat Pomacea insularum in einigen Regionen Spaniens, in Reisfeldern des Ebrodeltas, große Schäden verursacht. Daher wurden Einfuhr und Handel aller Arten aus der Gattung Pomacea am 1. Januar 2013 innerhalb der EU verboten. Untersuchungen haben ergeben, dass auch andere Arten dieser Gattung, die ohne weiteres taxonomisch nicht sicher unterschieden werden können, Schäden an Wasserpflanzen verursachen. Auf Empfehlung der Europäischen Behörde für Lebensmittelsicherheit (EFSA) hat die Europäische Kommission mit einem Durchführungsbeschluss die Einfuhr und den Handel der Gattung Pomacea und damit kontaminierter Pflanzen innerhalb der Mitgliedstaaten der Europäischen Union mit Wirkung vom 1. Januar 2013 verboten. Die Umsetzung des Beschlusses erfolgt in Deutschland durch die Pflanzenschutzdienste der Bundesländer. Hauptaugenmerk liegt dabei auf einer Verhinderung von Verschleppung von Apfelschnecken in gefährdete Gebiete Südeuropas durch gewerbliche und private Halter und Vermehrer.
Apfelschnecken können Träger von parasitischen Würmern sein. Beim Verzehr von ungenügend gekochten oder gar rohen Schnecken kann der Mensch unter anderem mit dem Nematoden Angiostrongylus cantonensis infiziert werden und an einer eosinophilen Meningoencephalitis erkranken.

## Systematik
Früher wurden die Ampullariidae in die jetzt nicht mehr geführte Ordnung Mittelschnecken (Mesogastropoda) gestellt. In der gegenwärtig verwendeten Nomenklatur zählt die Familie der Apfelschnecken (Ampullariidae) zu der Überordnung Caenogastropoda und ist in 9 Gattungen unterteilt:
- Afropomus: Mit nur einer Art (Afropomus balanoidea Pilsbry & Bequaert 1927) in Westafrika vertreten
- Asolene: 8 Arten in Venezuela, Guyana, Surinam, Ost-Bolivien, Süd-Brasilien, Paraguay, Montevideo, Nord-Argentinien
- Felipponea: 2 Arten in Paraguay, Nordargentinien, Montevideo, Südwesten Boliviens, Südbrasilien
- Forbesopomus: Die Gattung Forbesopomus umfasst nur die Art Forbesopomus atalanta, die endemisch im Lake Lanao auf Mindanao (Philippinen) vorkommt.[1]
- Lanistes: 43 Arten im Senegal, Gambia, Guinea-Bissau, Guinea, Sierra Leone, Liberia, Elfenbeinküste, Ghana, Togo, Benin, Nigeria, Niger, Kamerun, Äquatorial-Guinea, Gabun, Kongo, Angola, Demokratische Republik Kongo, Sambia, Simbabwe, Mosambik, Malawi, Tansania, Uganda, Kenia, Somali, Äthiopien, Südsudan, Sudan, Ägypten und Sansibar und Madagaskar
- Marisa: 2 Arten in Venezuela, Guyana, Surinam, Ost-Bolivien, Brasilien, Paraguay
- Pila: Die Gattung Pila kommt sowohl in Afrika, als auch in Asien jeweils mit eigenen Arten vor.
  - 9 afrikanische Arten in Senegal, Gambia, Guinea-Bissau, Guinea, Sierra Leone, Liberia, Elfenbeinküste, Ghana, Togo, Benin, Nigeria, Niger, Kamerun, Äquatorial-Guinea, Gabun, Kongo, Demokratische Republik Kongo, Sambia, Simbabwe, Mosambik, Malawi, Tansania, Uganda, Kenia, Somali, Äthiopien, Südsudan, Sudan, Ägypten und Madagaskar
  - 19 asiatische Arten in Indien, Sri Lanka, Bangladesh, Myanmar, Thailand, Laos, Kambodscha, Vietnam, Malaysia, Sumatra, Java, Borneo, Sulawesi, Philippinen
- Pomacea: 89 Arten in Florida, Kuba, Dominikanische Republik, Süd-Mexiko, Guatemala, Belize, Honduras, El Salvador, Nicaragua, Cosa Rica, Panama, Kolumbien, Ecuador, Venezuela, Guyana, Surinam, Französisch-Guayana, Brasilien, Peru (Flachland), Bolivien, Paraguay, Montevideo, Nord-Argentinien
- Saulea: Mit nur einer Art (Saulea vitrea (Born 1778) Gray 1861) in Westafrika vertreten.